# 罗维托
罗维托（義大利語：Rovito），是意大利科森扎省的一个市镇。总面积10平方公里，人口3202人，人口密度320.2人/平方公里（2009年）。ISTAT代码为078110。